# CombinedX
CombinedX är en svensk börsnoterad IT-koncern som grundades 1993. År 2024 omfattar koncernen tio bolag med specialistinriktning på digitalisering och automation. Bolaget är verksamt i Sverige och Norge, med expansionsplaner i övriga Norden. Huvudkontoret ligger i Karlstad och bolaget har lokala kontor i bl.a. Stockholm, Göteborg, Malmö, Linköping, Umeå, Oslo, Bergen. Börsnoterat på Nasdaq First North sedan mars 2022.

## Verksamhet
Koncernen består av helägda och delägda bolag som har tillkommit genom uppköp, interna avknoppningar och sammanslagningar. Koncernens bolag har vunnit priser och utmärkelser för bl.a. effektiva kundlösningar, "Business of the year", "European Business Awards" och andra.
Bland kunderna återfinns både privata företag och offentliga myndigheter, regioner och företag CombinedX bolag Ninetech är digital partner för både AB Volvo och Volvo Personvagnar, och har fått i uppdrag att bygga Volvos digitala mötesplats i den kommande World of Volvo.

### Översikt över koncernbolag (2022)
| Bolag    | Specialisering                                                              | Grundat                        | Del av CombinedX |
| -------- | --------------------------------------------------------------------------- | ------------------------------ | ---------------- |
| Nethouse | Utveckling och ansvar för affärskritisk IT infrastruktur och applikationer. | 1998                           | 2020             |
| Ninetech | Digitalisering av sälj- och marknadsprocesser.                              | 1993                           | 2013             |
| Elvenite | Digitalisering av livsmedelsindustrin.                                      | 2007                           | 2018             |
| Two      | Affärssystem och beslutsstöd för handel och tillverkande industri.          | 2017 (avknoppat från Ninetech) | 2017             |
| Anytrust | Identitetshantering och behörighetshantering.                               | 2012                           | 2016             |
| Netgain  | Automatisering och robotisering.                                            | 2008                           | 2013             |
| ViewBase | Dataanalys och beslutsstöd.                                                 | 2005                           | 2017             |
| Attentec | Utveckling och förvaltning av IoT-lösningar.                                | 2005                           | 2022             |
| Redway   | Bättre kundupplevelser.                                                     | 1988                           | 2022             |

## Börsnotering
CombinedX börsintroducerades på Nasdaq First North Premier Growth Market den 28 mars 2022, efter godkännande från Finansinspektionen. Aktien övertecknades kraftigt och CombinedX fick över 2400 nya aktieägare.
Noteringskursen var 42 SEK och bolagets post-money börsvärde vid noteringen var 709 MSEK. En nyemission gjordes inför börsnoteringen, där bolaget tog in 124 miljoner kronor för att finansiera fortsatt expansion. Flera kända investerare och institutioner deltog i nyemissionen, bl.a. Axis grundare Martin Gren, Investment AB Spiltan och Unionen.